# Relationer mellan Norge och Sverige
Relationer mellan Norge och Sverige är relationerna mellan Norge och Sverige. Staterna upprättade fulla diplomatiska förbindelser 1905, efter svensk-norska unionsupplösningen 1905. Sverige har en ambassad i Oslo, och Norge har en i Stockholm samt tre konsulat i Göteborg, Malmö och Sundsvall.
Båda staterna är med i Europarådet och Nordiska rådet. Det finns omkring 44 773 norrmän i Sverige och omkring 100 000 svenskar i Norge..
Skämt om varandras länder, samhällen, kultur och nationalkaraktärer tas oftast med humor, men 1968 ledde Norgevisan till folkstorm i Norge, och när norrmän kallades "idioter" under Sunes jul 1991 protesterade norska Sverige-ambassaden . I februari 2019 kritiserades Robin Bryntesson och Calle Halfvarsson för hiphoplåten Who the Fuck is Norway?
Något allvarligare incidenter har också inträffat, som den TV-film om norsk säljakt som i februari 1989 utlöste en kris på hög nivå då kung Carl XVI Gustaf, som rest till Nya Zeeland på statsbesök, underade hur Gro Harlem Brundtland "skulle kunna ta hand om det norska folket om hon inte kunde ta hand om sälproblemet". Både i Norge och Sverige kritiserades svenske kungen för politiska uttalande, och debatten resulterade i att Norge förbjöd jakt på sälungar under resten av 1989 .

## Bilder

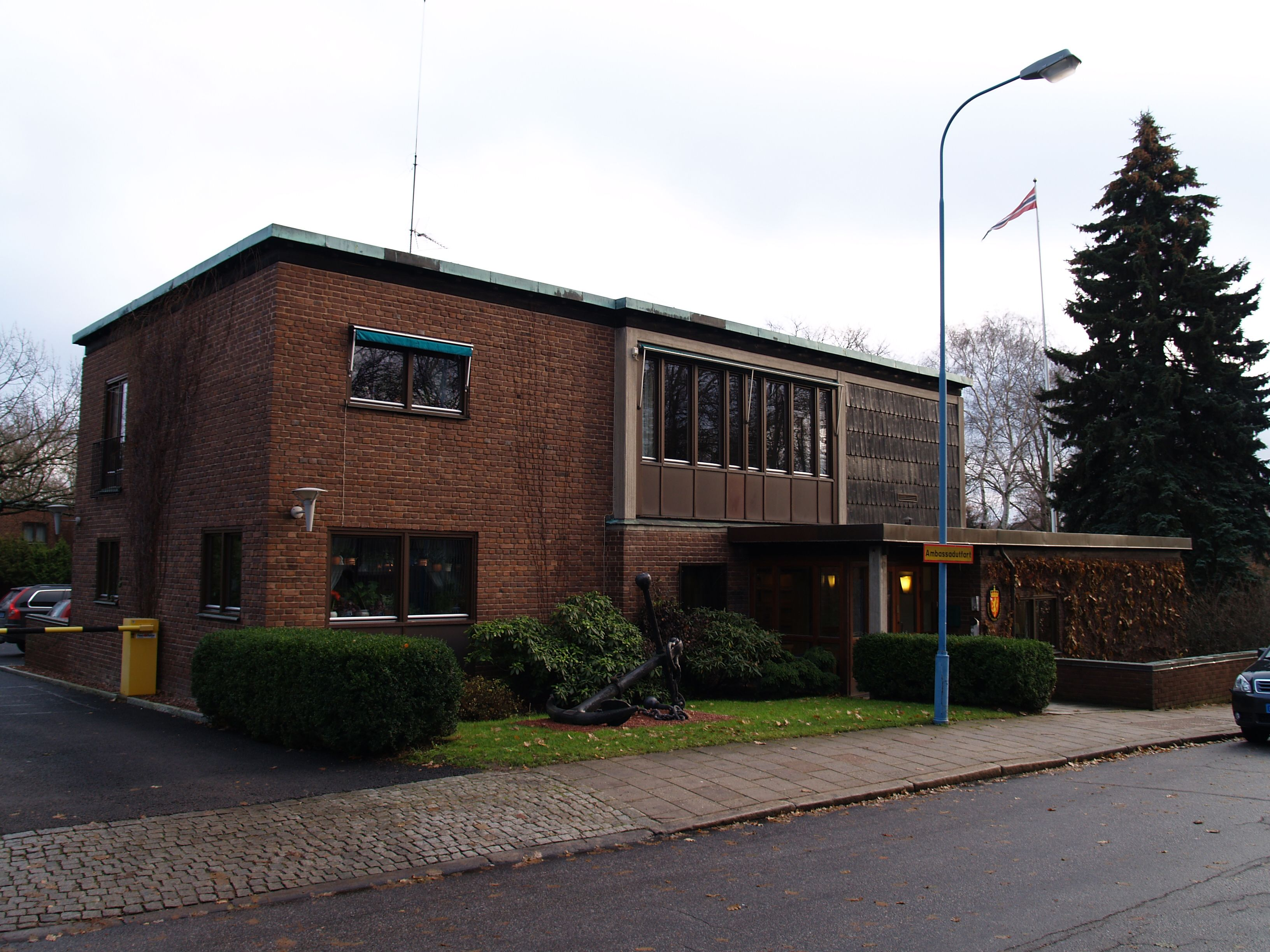
Norges ambassad i Stockholm
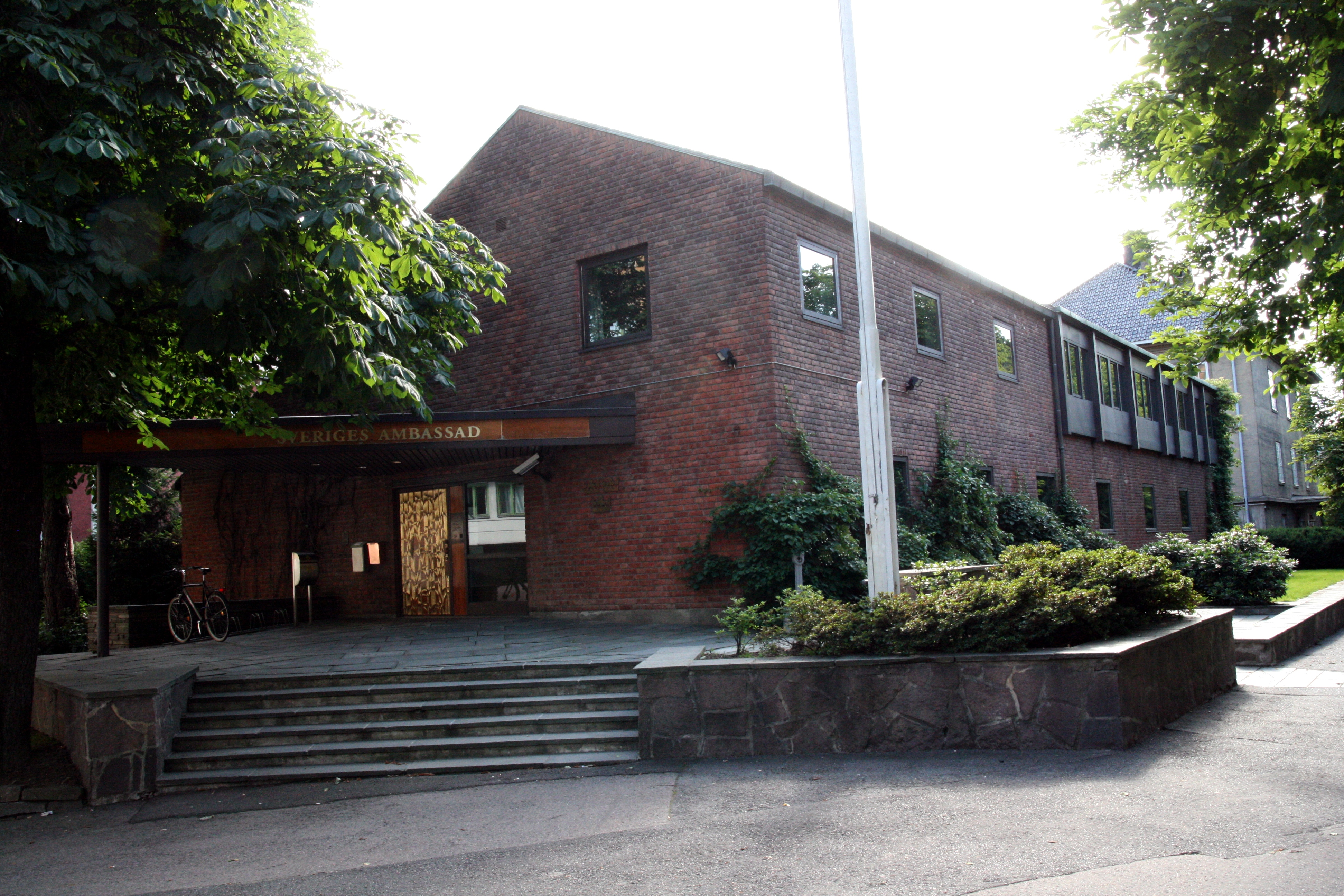
Sveriges ambassad i Oslo